# Albert Grell
Carl Gustav Albert Grell (* 3. Juli 1814 in Stralsund; † 15. November 1891 in Charlottenburg bei Berlin) war ein deutscher Porträt- und Landschaftsmaler und Professor an der Bau- und Gewerbeakademie in Berlin.

## Leben
Albert Grell, Sohn des Stralsunder Malers Jacob Grell, besuchte die Gewerbeschule in Stralsund und war danach Schüler des seinerzeit bekannten Malers August von Klöden. In den 1840er Jahren war er einige Zeit Fachlehrer in Stralsund. Ca. 1845 erschienen in seiner Heimatstadt 17 Steindrucke als „Album Neu-Vor-Pommerscher und Rügenscher Städte“.
Im Jahr 1852 kam er nach Halle (Saale), wo ihn die Adressbücher als „Maler und Ordentlicher Lehrer“ auswiesen. Er unterrichtete an der im selben Jahr gegründeten Provinzial-Gewerbeschule – einer Vorläuferin der heutigen Burg Giebichenstein Kunsthochschule Halle – im  Zeichnen, in der Mechanik und im Baufach.
Nebenbei wirkte er in den 1850er Jahren in dem 1819 gegründeten „Thüringisch-Sächsischen Verein für Erforschung des vaterländischen Altertums“ mit, der seinen Sitz in Halle hatte und sich der Pflege und Erhaltung wertvoller Bauten widmete.  Auf dessen Anregung entstand um 1857 sein „Album Halle’scher Baudenkmäler“. Diese 40 aquarellierten Bleistiftzeichnungen werden in der Marienbibliothek Halle aufbewahrt.
Albert Grell war von 1865 bis 1879 Dozent für die Fächer Modellieren, Ornament- und Figurenzeichnen an der Berliner Königlichen Gewerbeakademie bzw. der Technischen Hochschule Charlottenburg. Im Jahre 1879 wurde er zum ordentlichen Professor ernannt. Über viele Jahre war er Vorsteher einer Abteilung der Berliner Kunstsammlungen; in dieser Funktion wurde er von Julius Carl Raschdorff abgelöst. Am 1. April 1891 trat er in den Ruhestand.
Albert Grell heiratete am 7. April 1854 in Berlin die 10 Jahre jüngere Marie Auguste Albertine Zipfel, mit der er eine Tochter und einen Sohn hatte.

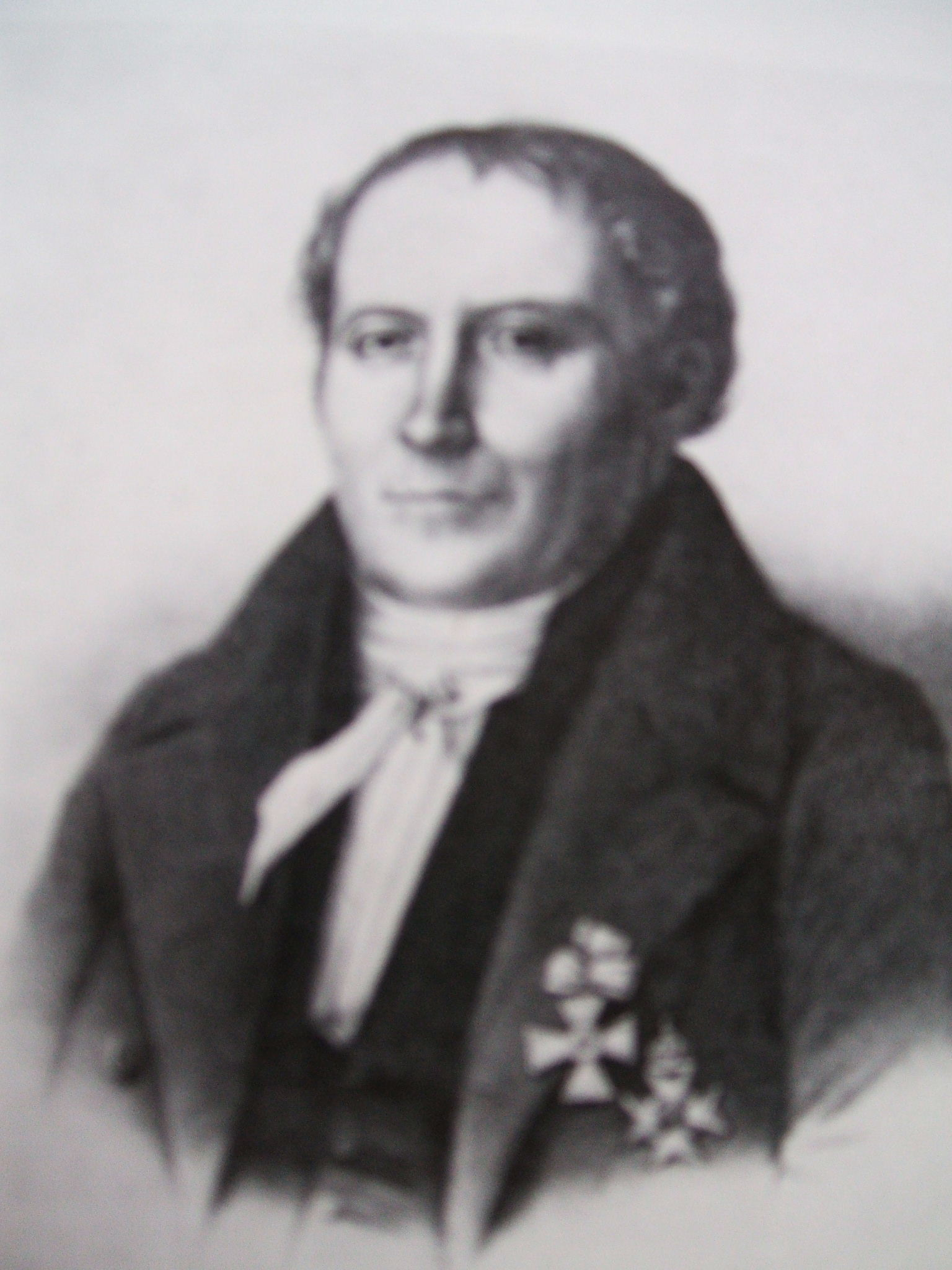
Gottlieb Mohnike
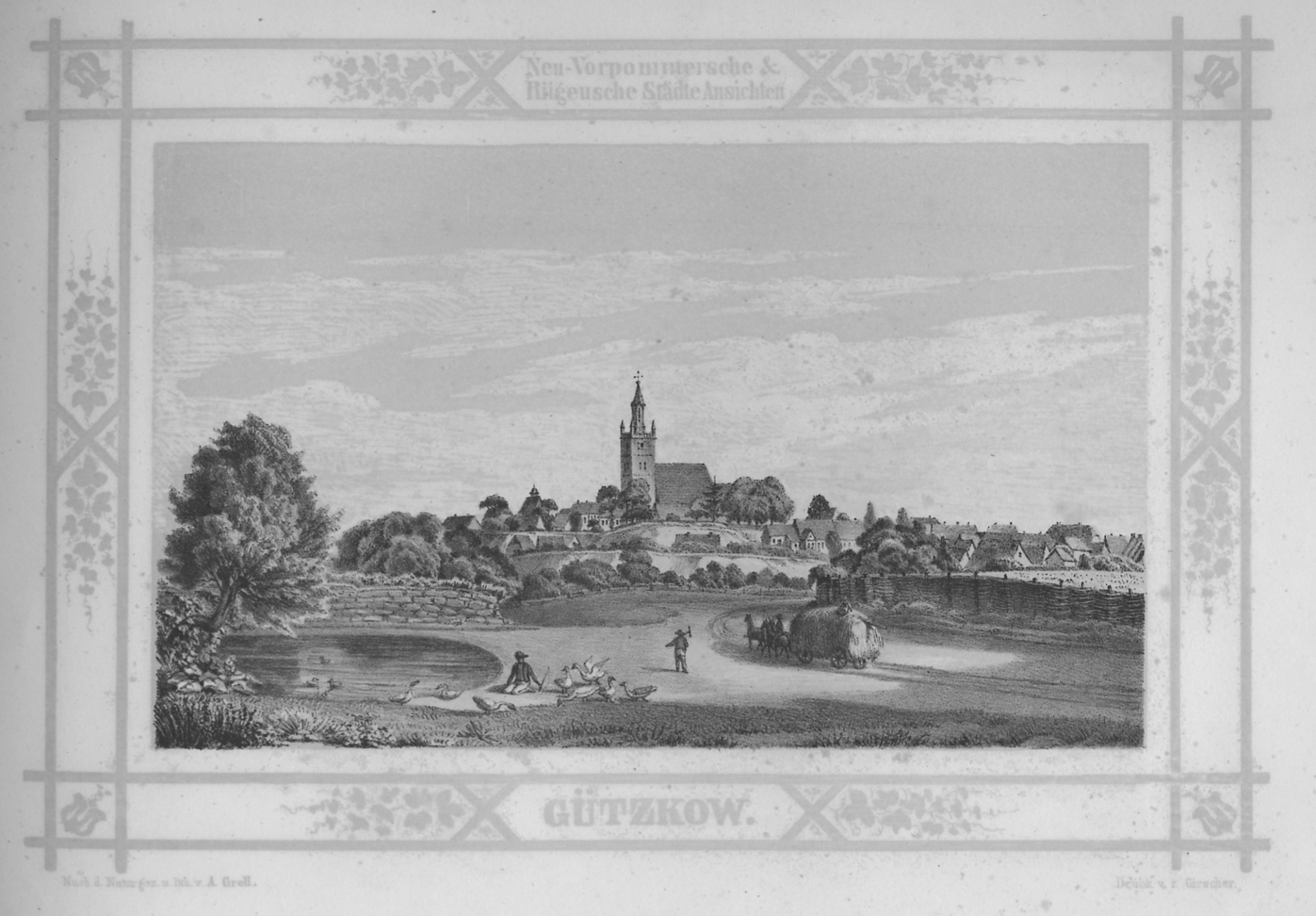
Ansicht von Gützkow
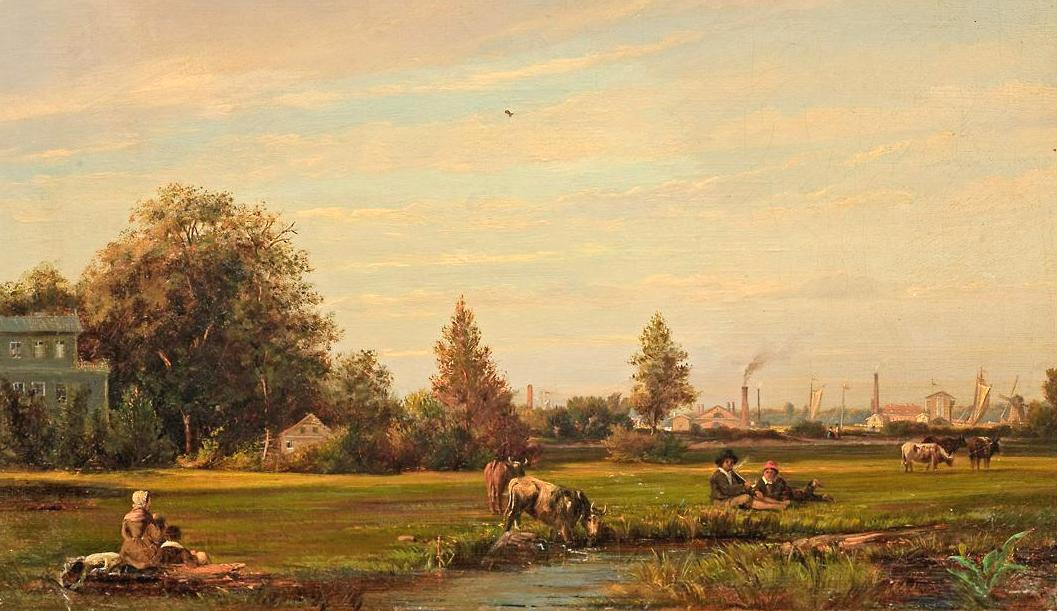
Landschaft bei Berlin
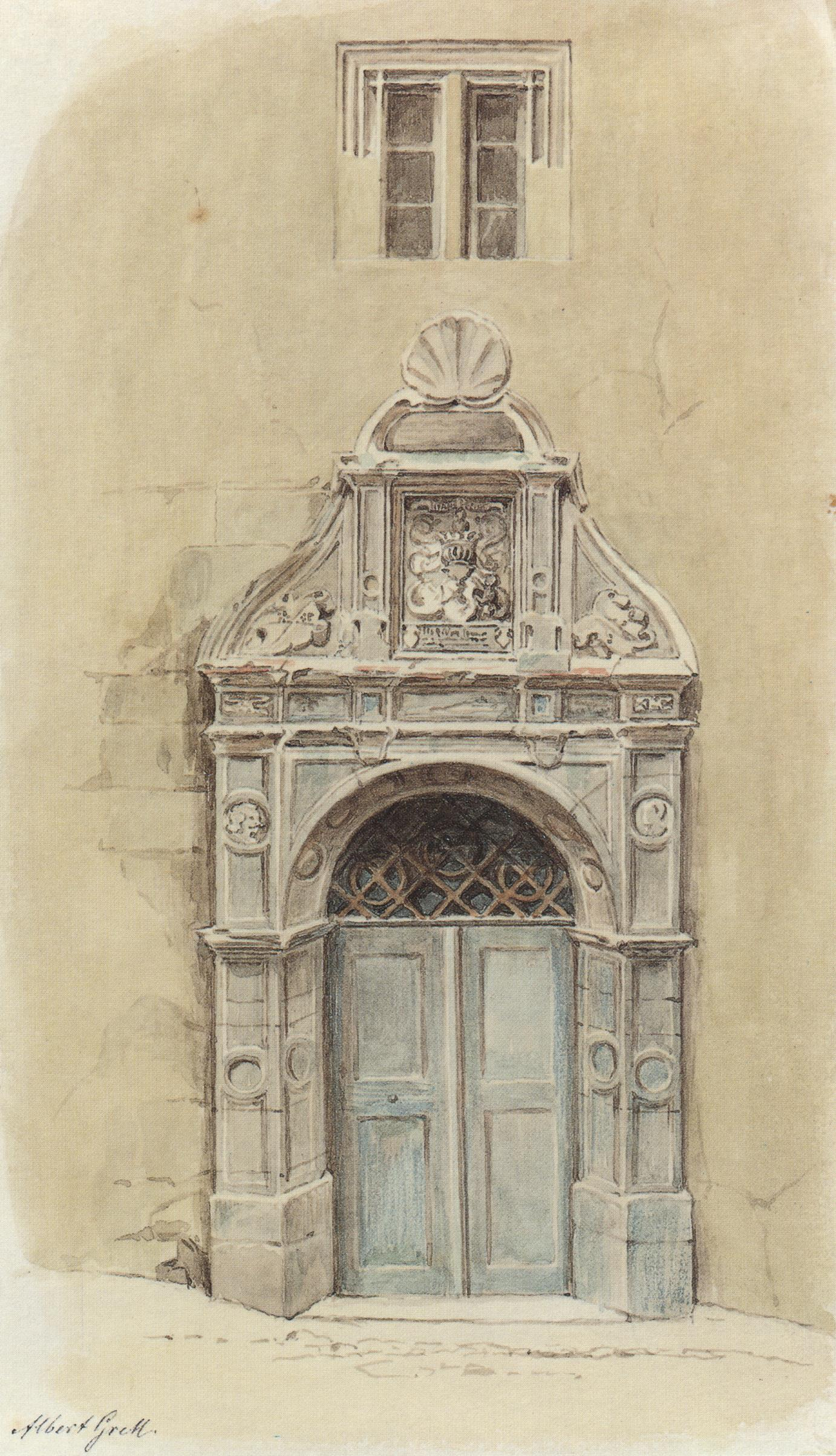
Portal im Stadtpalais Kühler Brunnen, Halle
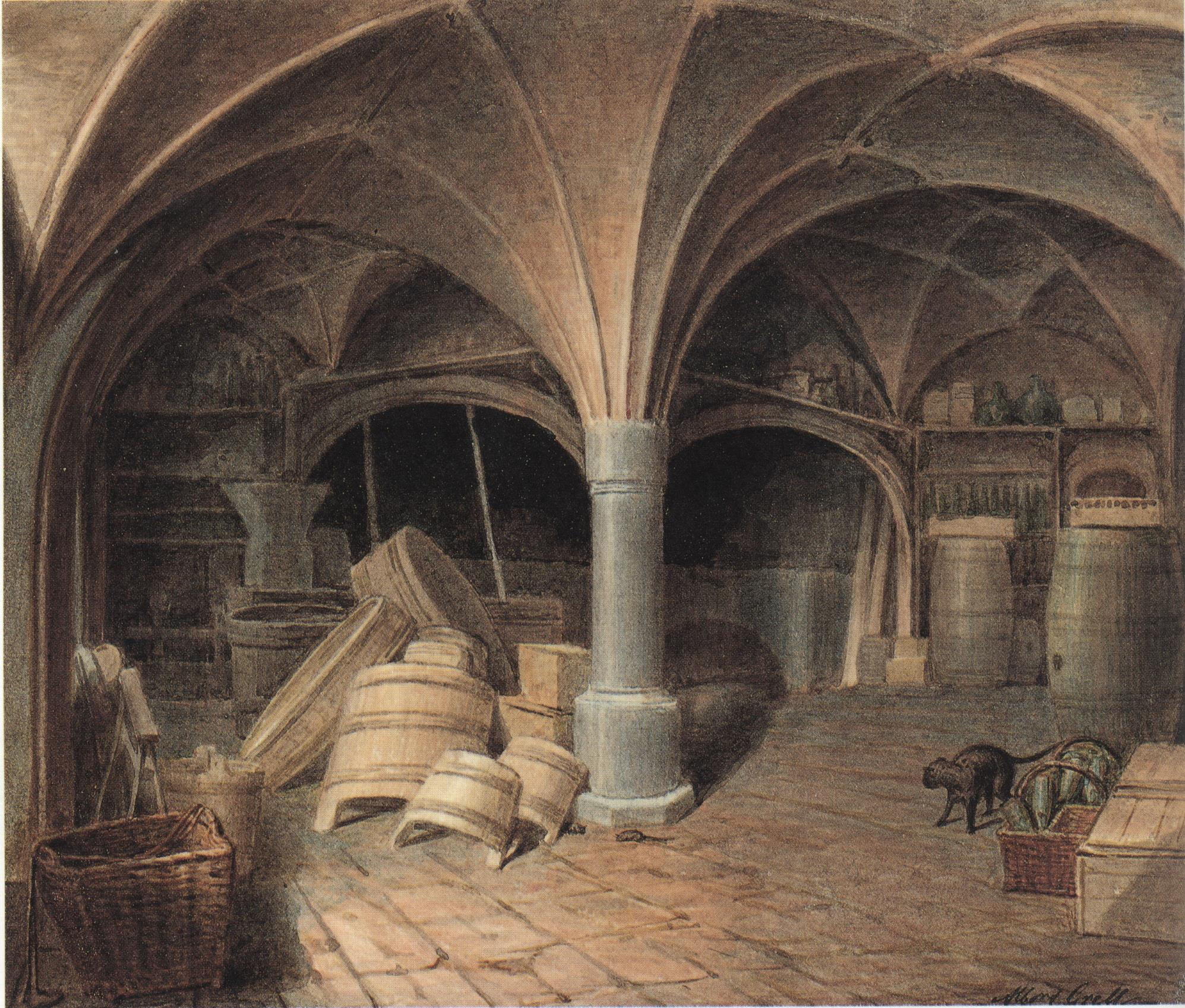
Küche im Stadtpalais Kühler Brunnen, Halle

## Werksammlungen
- Peter Kubiak (Hrsg.): Romantisches Halle. Album Hallescher Baudenkmäler. Fliegenkopf-Verlag, Halle 1990, ISBN 3-910147-27-5.
- Vorpommersche Stadtansichten um 1845. Leipzig 1987, ISBN 3-7492-0220-6.
- Otto Ule, Karl Müller (Hrsg.): Kalender der Natur. Schnellpressendruck der Gebauer-Schwetschke’schen Buchdruckerei Halle 1853, Illustriert von Grell (Titelbild, 12 Monatsblätter, Schloß Albrechtsburg bei Meißen, Zwei Abbildungen: Wasserrosen der gemäßigten und heißen Zone)